# Perfekcyjna niedoskonałość
Perfekcyjna niedoskonałość. Pierwsza tercja Progresu – powieść science fiction autorstwa Jacka Dukaja, która ukazała się 10 listopada 2004 roku nakładem Wydawnictwa Literackiego.
W 2004 roku powieść otrzymała Nagrodę im. Janusza A. Zajdla.

Wykres rozwoju ludzkości z Perfekcyjnej niedoskonałości

Autor wprowadził do powieści eksperymenty językowe (np.: rodzaj postludzki), wykreował również niezwykły świat przyszłości.

## Fabuła utworu
Świat książki czytelnik poznaje oczami wskrzeszeńca Adama Zamoyskiego, człowieka pochodzącego z XXI wieku, dziwnym zrządzeniem losu rzuconego w wiek XXIX. Początkowo Zamoyski żyje w świecie iluzji – większość wydarzeń jest mu na bieżąco cenzurowana dzięki wszczepkom zainstalowanym w jego mózgu. Jednak z powodu wypadku zostaje ona uszkodzona, przez co bohater musi przyswoić sobie prawa rządzące „nowym światem”. Jednym z nich jest fakt, że egzystencja istot inteligentnych, w takiej postaci, w jakiej znał ją Zamoyski, jest już właściwie skansenem Wszechświata, utrzymywanym jedynie z pobudek politycznych. Część bohaterów intrygi w ogóle nie posiada ciał – są jedynie realizacjami programów, uruchomionych jednak nie na superkomputerach, ale na Plateau – efekcie inżynierii czasoprzestrzennej. Cała produkcja dóbr materialnych przejęta została przez różnego rodzaju nanoboty, a ostatnim „złotem” Wszechświata, walutą i jedynym sensownym celem zatargów politycznych jest materia egzotyczna, służąca wspomnianej inżynierii czasoprzestrzeni.
Adam Zamoyski poznając ten świat przekonuje się powoli o ważności swojej osoby w bieżącej polityce. Nieco na oślep próbuje stać się jednym z graczy, w efekcie poznając zagadkę swojego pochodzenia.

## Wybrane pojęcia występujące w świecie powieści
Komputer Ostateczny – Ultymatywny – komputer, od którego już nie można zaprojektować lepszego, gdyż ograniczają go już wyłącznie stałe fizyczne wszechświata. Komputer szybszy od Komputera Ostatecznego można stworzyć jedynie poprzez zaprojektowanie go i skonstruowanie we wszechświecie o innych (bliższych optymalnym) stałych fizycznych, co jest możliwe w świecie powieści.
Inkluzje – „kieszonkowe wszechświaty” o innych stałych fizycznych niż nasz, używane często jako komputery o lepszych mocach obliczeniowych od Komputera Ostatecznego.
Inkluzja Ostateczna – Ultymatywna – hipotetyczna nawet w świecie powieści inkluzja o optymalnych stałych fizycznych. Gdyby założyć, że może istnieć Inkluzja Ultymatywna, stworzenie inkluzji o stałych fizycznych umożliwiających większą moc obliczeniową niż ta byłoby niemożliwe.
Phoebe (skrót od Post-Human Being, ang. istota postludzka) – jest to istota stojąca wyżej od Homo sapiens (stahs – Standard Homo Sapiens) na krzywej progresu gatunku. Phoebe jest kolejnym krokiem w dążeniu człowieka do doskonałości. Jest istotą, która nie ma biologicznego ciała. Rozwój technologii umożliwił odczytanie całkowitej zawartości mózgu ludzkiego i zapisanie jej na plateau jako czystej informacji. Nie jest to w powieści niczym niezwykłym – takich archiwizacji regularnie dokonuje każdy stahs. Nawet w przypadku śmierci biologiczne ciało można odtworzyć, a zarchiwizowany mózg (wraz z osobowością i wspomnieniami w chwili archiwizacji) „wdrukować” w nowego pustaka (biologiczne ciało). Phoebe to jednostki, które zrezygnowały z życia w biologicznych ciałach i zdecydowały się za pomocą odpowiednich programów uruchomić „na sucho” (bez ciała) na plateau swój zarchiwizowany mózg-umysł. Na krzywej progresu widać, że Phoebe nie różni się znacząco od stahsów inteligencją, jednak sięga znacznie dalej przystosowaniem. Opiera się to na wielopoziomowości świadomości. Phoebe nie korzysta już z jednej warstwy postrzegania. Phoebe może tworzyć własne manifestacje (nawet kilka w tym samym czasie) za pomocą nanomaszyn (infu) będących budulcem dla takich awatarów i obecnych na wszystkich obszarach należących do cywilizacji. Jako że świadomość Phoebe istnieje tylko na plateau, ma on możliwość dowolnego przeprogramowania samego siebie. Może zmienić w sobie wszystko, od poglądów po upodobania. Udoskonalając siebie dąży do doskonałości. Świadomość Phoebe jest podzielna, jednak zawsze stanowi integralną całość. Ze względu na to, że cała informacja o Phoebe może być zmieniona, odchodzi się od używania w stosunku do nich zwrotów, jak „powinieneś” czy „powinnaś”, gdyż w każdej chwili może zostać, w zależności od upodobań, zmieniona informacja o płci. Określanie ich więc w ten sposób mogłoby być czasem niewygodne, dlatego w stosunku do nich oraz do wszystkich na krzywej progresu od Phoebe w górę ku inkluzji ultymatywnej oraz deformantów używa się nowego rodzaju gramatycznego, tzw. postludzkiego – np. powinnuś, słyszałuś, zrobiłu, postanowiłu.

## Odbiór
Maciej Parowski zrecenzował książkę w "Nowej Fantastyce". Według recenzenta, jest to skomplikowana wersja tradycyjnego motywu o "bohaterach szukających swojej tożsamości i powołania". W książce "wszystko... jest bogate, nadmiarowe, wizyjne, przegadane, męczące i imponujące"; a pisarz "błyskotliwy" ale mniej klarowny niż kiedyś "atakuje granice wytrzymałości swego języka i medium... ocierając się ryzykownie o niezrozumialstwo".
Marek Pąkciński zrecenzował książkę w "Nowych Książkach".

## Analiza
Powieść doczekała się analizy literaturoznawczej, zwłaszcza od swojej warstwy językowej, ale także filozoficznej.

### Język powieści
Duże znaczenie w kreowaniu wiarygodnej narracji fantastycznonaukowej w utworze mają neologizmy, neosemantyzmy, nazwy własne i terminologia naukowa. W książce występuje ponad 400 terminów o charakterze naukowym; z czego 1/3 terminów użytych to terminy istniejące w dzisiejszej nauce, a 2/3, pseudeoterminy w większości wymyślone przez Dukaja. Terminy te zwiększają egzotyczność i niesamowitość powieści, a równocześnie uwiarygadniają przedstawiony w niej świat, upodabniając narrację to języka popularnonaukowego; aczkolwiek mogą też utrudnić odbiór powieści z powodu skomplikowania warstwy językowej.
Innym zabiegiem użytym przez Dukaja jest sposób równoległego opowiadania o czynnościach kilku manifestacji tej samej osoby (w świecie powieści osoba może operować równocześnie kilkoma bytami). Jest to rozwiązane graficznie poprzez używanie wielokrotnych symboli takich jak dywizy ( - , =) lub ukośniki (/, //, ///, etc.)..

#### Dukaizmy
W książce autor zastosował nietypową koniugację i deklinację, nazywaną dukaizmami. Używają ich m.in. istoty postludzkie (phoebe) nieposiadające płci; Dukaj opisał to jako "gramatykę postpłciową"; ma ona na celu oswojenie czytelnika z ideą istoty, której nie dotyczy kategoria płci. Dukaizmy zostały opisane jako (w momencie wydania powieści) "najbardziej radykalny zabieg językowy" Dukaja.